# No Hard Feelings (Album)
No Hard Feelings ist das Debüt-Album der US-amerikanischen Rapperin Dreezy. Das Album wurde am 15. Juli 2016 über den Musikstreaming-Dienst Apple Music veröffentlicht. Die Veröffentlichung über andere Dienste erfolgt eine Woche später.

## Hintergrund
Im Januar 2016 wurde der Song Body als Single veröffentlicht. Der amerikanische Sänger Jeremih arbeitete an dem Song mit, welcher sich in den amerikanischen Billboard Charts platzieren konnte. Später wurden zwei weitere Singles veröffentlicht, nämlich We Gon Ride mit Gucci Mane und Close to You mit T-Pain veröffentlicht. Am 23. Juni veröffentlichte Dreezy den Namen des Albums, das Cover, die Titelliste und das Erscheinungsdatum.

## Singles
Die erste Single aus dem Album ist Body, welche am 23. Januar 2016 veröffentlicht wurde. Der Song landete auf Platz 62 in den amerikanischen Charts und hielt sich dort mehr als 12 Wochen. Die zweite Single We Gon Ride wurde am 16. Juni 2016 veröffentlicht. Am 21. Juni wurde dann der Song Close to You auf Apple Music veröffentlicht, zusammen mit einem Musikvideo. Eine Woche vor der Veröffentlichung des Albums, kam die vierte Single Spazz raus. Am 15. November 2016 wurde die fünfte Single Wasted veröffentlicht.

## Titelliste
| Nr.          | Titel                              | Länge |
| ------------ | ---------------------------------- | ----- |
| 1.           | Wake da Fuck up Intro              | 0:24  |
| 2.           | We Gon Ride (featuring Gucci Mane) | 3:44  |
| 3.           | That’s My Cousin                   | 0:16  |
| 4.           | Spazz                              | 3:26  |
| 5.           | Body (featuring Jeremih)           | 3:52  |
| 6.           | Drunk Jamal                        | 0:52  |
| 7.           | Wasted                             | 3:34  |
| 8.           | Afford My Love (featuring Wale)    | 5:39  |
| 9.           | Don’t Know Me                      | 3:18  |
| 10.          | Da Guys (Sean Skit)                | 0:29  |
| 11.          | Bad Bitch                          | 3:16  |
| 12.          | Worth It                           | 2:25  |
| 13.          | See What U On                      | 3:44  |
| 14.          | What’s da Tea?                     | 0:39  |
| 15.          | Close to You (featuring T-Pain)    | 4:49  |
| 16.          | Ready                              | 3:19  |
| 17.          | Sean vs. Jamal                     | 0:26  |
| 18.          | Break the News                     | 3:36  |
| 19.          | Invincible                         | 3:21  |
| Gesamtlänge: | Gesamtlänge:                       | 51:09 |